# Casimcea
Casimcea là một xã thuộc hạt Tulcea, România. Dân số thời điểm năm 2002 là 3412 người.